# Кремлёвское дело
«Кремлёвское дело» — уголовное следственное дело по обвинению в государственной измене. «Кремлёвское дело» появилось в начале 1935 года. Ряд служащих Кремля, сотрудников кремлёвской комендатуры, военнослужащие обвинялись в создании нелегальной антисоветской организации и подготовке покушения на И. В. Сталина.
По мнению историка О. В. Хлевнюка, данное дело было направлено прежде всего против А. С. Енукидзе и послужило среди прочего разрушению остатков коллективного руководства:

В деле Енукидзе проявились взаимоотношения между Сталиным и его соратниками на исходе периода «коллективного руководства», а само это дело было очередным ударом, разрушавшим остатки влияния Политбюро. Существуют весомые документальные свидетельства того, что Сталин проявлял особый интерес к «кремлёвскому делу». Он регулярно получал и читал протоколы допросов арестованных по этому делу, делал на них пометки и давал указания НКВД
По мнению историка А. И. Фурсова, кремлёвское дело было направлено прежде всего против Генриха Ягоды и его выдвиженцев.

## История
На июньском пленуме ЦК ВКП(б) был заслушан вопрос «О служебном аппарате Секретариата ЦИК Союза ССР и товарище А. Енукидзе». Доклад по вопросу делал секретарь ЦК ВКП(б) Н. И. Ежов. Он объявил собравшимся, что из-за преступного попустительства секретаря Президиума ЦИК СССР Авеля Енукидзе на территории Кремля была создана террористическая группа, главным в которой является Лев Каменев. Сюда же притянули и Троцкого, Зиновьева, меньшевиков, белогвардейцев и т. д.
Пленум единогласно исключил Енукидзе из партии. Его отправили директором харьковского автомобильного треста[уточнить], а в 1937 и вовсе расстреляли.
Как отмечает историк Ю. Н. Жуков, для Ежова его собственные выводы из данного следствия послужили не только серьёзным подспорьем для создания «теоретической» работы «От фракционности к открытой контрреволюции», завершённой в конце 1935 г., но и своеобразным трамплином для стремительного восхождения по ступеням иерархической лестницы, приведших его во власть.
Каменев, который уже сидел в тюрьме по делам «Союза марксистов-ленинцев» и «Московского центра», вновь оказался на скамье подсудимых.
27 июля 1935 Военной коллегией Верховного суда СССР под председательством В. Ульриха на закрытом судебном заседании, без участия государственного обвинителя и защиты, по обвинению в подстрекательстве к совершению террористического акта в отношении Сталина были осуждены:
- Каменев Лев Борисович, 1883 года рождения, еврей, член ВКП(б) с 1901 года, исключенный из партии в декабре 1934 года, отбывавший наказание в связи с осуждением в январе 1935 года к пяти годам тюремного заключения по делу «московского центра», —

к 10 годам тюремного заключения с поглощением пятилетнего срока заключения по приговору военной коллегии Верховного суда СССР от 16 января 1935 года;
- Синелобов Алексей Иванович, 1899 года рождения, русский, член ВКП(б), секретарь для поручений коменданта Московского Кремля,
- Чернявский Михаил Кондратьевич, 1901 года рождения, белорус, член ВКП(б), начальник отделения разведывательного управления РККА,

оба — к исключительной мере наказания: расстрелу.
- Розенфельд Николай Борисович, 1886 года рождения, еврей, художник-иллюстратор книг издательства «Академия», брат Каменева Л. Б.
- Розенфельд Нина Александровна, 1886 года рождения, армянка, старший библиотекарь библиотеки в Кремле, бывшая жена Н. Б. Розенфельда,
- Муханова Екатерина Константиновна, 1898 года рождения, русская, библиотекарь правительственной библиотеки в Кремле,
- Дорошин Василий Григорьевич, 1894 года рождения, русский, член ВКП(б), помощник коменданта Московского Кремля,
- Козырев Василий Иванович, 1899 года рождения, русский, член ВКП(б), слушатель Военно-химической академии РККА,
- Иванов Фёдор Григорьевич, 1901 года рождения, русский, член ВКП(б), слушатель Военно-химической академии РККА,
- Новожилов Максим Иванович, 1897 года рождения, русский, член ВКП(б), старший инженер-конструктор [ЦАГИ],
- Синани-Скалов Георгий Борисович, 1896 года рождения, русский, член ВКП(б), заведующий секретариатом исполкома Коминтерна,

все — к 10 годам тюремного заключения.
- Гардин-Гейер Александр Александрович, 1895 года рождения, русский, редактор-консультант газеты «За индустриализацию»,— к 8 годам заключения;
- Давыдова Зинаида Ивановна, 1889 года рождения, русская, старший библиотекарь правительственной библиотеки,
- Барут Владимир Адольфович, 1889 года рождения, русский, старший научный сотрудник Музея изобразительных искусств,
- Корольков Михаил Васильевич, 1887 года рождения, русский, педагог по массовой работе в парке культуры и отдыха в Москве,
- Скалова Надежда Борисовна, 1898 года рождения, русская, корректор журнала «Литературное наследство»,
- Павлов Иван Ефимович, 1899 года рождения, русский, член ВКП(б), помощник коменданта Московского Кремля,

все — к 7 годам тюремного заключения.
- Поляков Павел Фёдорович, 1900 года рождения, русский, член ВКП(б), начальник административно-хозяйственного отдела управления коменданта Московского Кремля,
- Лукьянов Иван Петрович, 1898 года рождения, русский, член ВКП(б), комендант Большого Кремлёвского дворца,
- Бураго Наталия Ивановна, 1894 года рождения, русская, библиотекарь библиотеки ЦИК СССР,
- Раевская Елена Юрьевна, 1913 года рождения, русская, библиотекарь библиотеки в Кремле,
- Воронов Леонид Александрович, 1899 года рождения, русский, художник «Рекламфильма»,

все — к 6 годам тюремного заключения.
- Сидоров Александр Иванович, 1897 года рождения, русский, старший инженер товарищества «Маштехпроект», — к 5 годам тюремного заключения,
- Синелобова Клавдия Ивановна, 1906 года рождения, русская, сотрудница библиотеки ЦИК СССР, — к 4 годам тюремного заключения,
- Кочетова Мария Дмитриевна, 1915 года рождения, русская, телефонистка управления коменданта Московского Кремля,
- Руднев Сергей Александрович, 1895 года рождения, русский, бухгалтер диспансерного объединения лечебного учреждения им. Семашко,
- Минервина Любовь Николаевна, 1895 года рождения, русская, сотрудница канцелярии библиотеки ЦИК СССР,

все — к 3 годам тюремного заключения.
- Авдеева Анна Ефимовна, 1913 года рождения, русская, уборщица школы ВЦИК при Московском Кремле,
- Гордеева Полина Ивановна, 1907 года рождения, русская, член ВЛКСМ, старший библиотекарь библиотеки ЦИК СССР,
- Коновая Анна Ивановна, 1909 года рождения, русская, член ВЛКСМ, библиотекарь библиотеки ЦИК СССР,

все — к 2 годам тюремного заключения.
Кроме того, по «кремлёвскому делу» были привлечены и 14 июля 1935 года Особым совещанием при НКВД СССР приговорены за контрреволюционную деятельность ещё 80 человек.
Таким образом, по «кремлёвскому делу» было осуждено 110 человек, в том числе Военной коллегией Верховного суда СССР — 30 человек (к расстрелу — 2, к 10 годам тюремного заключения — 9, к 8 годам — 1, к 7 годам — 5, к 6 годам — 5, к 5 годам — 1, к 4 годам — 1, к 3 годам — 3, к 2 годам — 3) и Особым совещанием при НКВД СССР — 80 человек (к 5 годам тюремного заключения — 29, к 3 годам — 13, к 2 годам ссылки — 30, к 2 годам ссылки — 7, к 5 годам запрета проживать в Москве и Ленинграде — 1).
Кроме того, в ходе следствия в связи со смертью было прекращено дело на Презента Михаила Яковлевича, 1896 года рождения, главного редактора Госиздата художественной литературы.
Среди арестованных: уборщицы правительственных зданий, швейцар и телефонистка — 11 человек, сотрудники правительственной библиотеки — 18 человек, секретариата Президиума ЦИК — 6 человек, управления коменданта Кремля и военнослужащие — 16 человек, работники различных учреждений и предприятий — 48 человек, родственники Каменева — 5 человек и домохозяйки — 6 человек.
В течение первых полутора месяцев арестованным предъявлялось, как правило, обвинение в распространении злостных провокационных слухов, и они допрашивались по фактам имевших место разговоров об обстоятельствах убийства Кирова и смерти Н. С. Аллилуевой — жены Сталина.
В феврале 1935 следствие получило показания с признаниями о существовавшей среди сотрудников управления коменданта Московского Кремля троцкистской группы и о том, что «распространение ими клеветнической информации могло создавать террористические намерения» обвиняемых.
В марте 1935 был допрошен Зиновьев, осужденный в январе 1935 по делу «Московского центра». Он показал: «Каменеву же принадлежит крылатая формулировка о том, что марксизм есть теперь то, что угодно Сталину… У меня с Каменевым разговоры об устранении Сталина имели место, но мы при этом исходили только из намерений замены его на посту Генерального секретаря ЦК ВКП(б)…
Заявлений от Каменева о необходимости применения теракта как средства борьбы с руководством ВКП(б) я не слышал. Не исключено, что допускавшиеся им… злобные высказывания и проявление ненависти по адресу Сталина могли быть использованы в прямых контрреволюционных целях…»
В итоге, привлеченные по «кремлёвскому делу» лица как на предварительном, так и на судебном следствии военной коллегией Верховного суда СССР были признаны виновными в следующем:
«В 1933—1934 годах среди части служащих правительственной библиотеки и комендатуры Кремля образовались контрреволюционные группы, поставившие своей целью подготовку к совершению террористических актов против руководителей ВКП(б) и Советского правительства и в первую очередь против Сталина.
В состав контрреволюционной террористической группы служащих правительственной библиотеки входили: Розенфельд, Муханова, Давыдова, Бураго, Синелобова и Раевская, причём руководящая роль в этой группе принадлежала Розенфельд и Мухановой, которые сами готовились совершить террористический акт против Сталина.
Барут и Корольков, не входя в эту группу, тем не менее принимали активное участие в контрреволюционной деятельности этой группы, зная о террористических планах Розенфельд и Мухановой.
В состав контрреволюционной террористической троцкистской группы комендатуры Кремля входили бывший дежурный помощник коменданта Кремля Дорошин В. Г., бывший секретарь для поручений при коменданте Кремля Синелобов А. И., бывший дежурный помощник коменданта Кремля Павлов И. Е., бывший комендант Большого Кремлёвского дворца Лукьянов И. П. и бывший начальник административно-хозяйственного отдела комендатуры Кремля Поляков П. Ф.
Руководящая роль в этой группе принадлежала Дорошину и Синелобову.
Связь между обеими группами поддерживалась через Синелобова и его сестру Синелобову К. И., сотрудницу правительственной библиотеки, причём оружие для совершения террористического акта Розенфельд Н. А. должен достать Синелобов А. И. Он же, Синелобов, намечался одним из исполнителей террористического акта.
В тот же период времени в Москве существовала контрреволюционная троцкистская террористическая группа из числа некоторых военных работников и контрреволюционная группа из бывших белогвардейцев, причём обе группы основной своей целью ставили подготовку и осуществление террористического акта против Сталина.
В состав контрреволюционной троцкистской террористической группы военных работников входили: ответственный работник НКО Чернявский М. К., слушатели Военно-химической академии Козырев В. И., Иванов Ф. Г. и инженер ЦАГИ Новожилов М. И.
Руководящая роль в этой группе принадлежала Чернявскому, который установил во время заграничной служебной командировки связь с зарубежной троцкистской организацией, получил от неё задание подготовить и совершить террористический акт против Сталина. Непосредственными исполнителями террористического акта намечались Иванов и Новожилов. Связь этой группы с контрреволюционной группой комендатуры Кремля поддерживалась через Козырева, который неоднократно встречался с Дорошиным.
В состав контрреволюционной террористической белогвардейской группы входили бывшие белогвардейцы: Синани-Скалов Г. Б., Гардин-Гейер А. А., Воронов Л. А., Сидоров А. И. и жена Воронова, она же сестра Синани-Скалова — Надежда Скалова.
Руководящая роль в этой группе принадлежала Синани-Скалову, который был связан с активными деятелями зиновьевско-каменевской подпольной контрреволюционной организации Мадьяром и другими.
Непосредственная связь белогвардейской группы с контрреволюционной террористической группой служащих правительственной библиотеки поддерживалась через Муханову.
Деятельность контрреволюционных террористических групп стимулировалась одним из организаторов и руководителей бывшей зиновьевской подпольной контрреволюционной группы Л. Б. Каменевым, который в 1933—1934 годах систематически допускал злобные клеветнические выпады против руководства ВКП(б) и особенно против Сталина.
Непосредственная связь Каменева с контрреволюционной террористической группой служащих правительственной библиотеки поддерживалась через его брата Н. Розенфельда. Он, встречаясь с Мухановой и Корольковым, распространял исходящую от Каменева контрреволюционную клевету против руководства ВКП(б) и Советского правительства, в особенности против Сталина, вел контрреволюционную агитацию и принимал непосредственное участие в подготовке террористического акта против Сталина.
Служащие кремлёвских учреждений Кочетова М. Д., Конова А. И., Минервина Л. Н., Гордеева П. И., Авдеева А. Е. и бывший белогвардеец Руднев С. А. в 1933—1934 годах вели антисоветскую агитацию и распространяли контрреволюционную клевету о руководителях ВКП(б) и Советского правительства».

По мнению историка Ю. Н. Жукова, 

Ежов не заметил или, во всяком случае, не обратил внимания на многие странности, противоречия, явные несуразности в переданных ему материалах, которые должны были его насторожить. Например, что Муханова никак не годилась на ту роль, которую ей отвели [следователи] Молчанов и Каган. При всём желании она не могла проникнуть в Кремль для совершения теракта, ибо в декабре 1933 г. уволилась из правительственной библиотеки и перешла на работу в Кинокомбинат. По той же причине она не могла сообщить Бенксон сведения о системе охраны Кремля, действующей в настоящем, а не в прошлом. Более того, решающим для Ежова при оценке результатов следствия должен был стать вопрос: зачем «разветвлённой контрреволюционной организации» поручать убийство Сталина двум женщинам, не умевшим пользоваться оружием, даже не представлявшим, как конкретно они будут осуществлять задуманное преступление? И это при том, что среди арестованных «заговорщиков» находились высшие чины ЧК, люди прошедшие гражданскую войну и потому отменно владевшие оружием. Люди, руководившие обеспечением безопасности членов узкого руководства, в том числе и Сталина, а потому знающие все слабые места системы охраны в Кремле, чем и должны были воспользоваться прежде всего. Но Ежов не придал значения такому важному обстоятельству, проигнорировал его, бездумно восприняв версию НКВД
Обвинительное заключение не составлялось, а в постановлениях указана общая формула обвинения — «контрреволюционная деятельность».
Из 30 осужденных 14 человек виновными себя не признали.
В ходе судебного заседания Каменев в предъявленном ему обвинении виновным себя, как и на предварительном следствии, не признал и показал, что «…после того как в 1932 году он пересмотрел идейные основания своей борьбы с руководством партии, в частности со Сталиным, у него никакой озлобленности против него не было и быть не могло», что о «террористической группе» в правительственной библиотеке в Кремле, якобы готовившей убийство Сталина, ничего не знал.
Обвинение Каменеву не предъявлялось четыре месяца, с материалами дела он ознакомлен не был, никого из подсудимых по данному делу, кроме своего брата Розенфельда, его бывшей жены Розенфельд и племянника, не знал.
Позднее осужденный вторично к расстрелу брат Каменева Розенфельд в судебном заседании в 1937 заявил, что его показания, которые он давал в 1935 на предварительном следствии по «кремлёвскому делу», неверны.
Николай Розенфельд был наиболее важным свидетелем против своего брата Л. Б. Каменева. «…мы знаем от Цилиги и Виктора Сержа, что процесс был организован с особой целью: подготовить Каменева к следующему процессу и сломать его хребет, особенно, когда на него донес его собственный брат, деморализованный художник.»

## Последующее расследование
В 1956—1958 годах Главной военной прокуратурой проводилось расследование этого дела по вновь открывшимся обстоятельствам, в ходе которого установлено, что дело было инициировано НКВД СССР. Никаких доказательств виновности вышеупомянутых лиц нет.
Бывшие сотрудники НКВД СССР, занимавшиеся этим делом в 1937—1938 гг., были осуждены.
Также неофициально «Кремлёвское дело» известно как «дело „Клубок“».